# Argentopyrit
Argentopyrit (auch Silberkies) ist ein selten vorkommendes Mineral aus der Mineralklasse der „Sulfide und Sulfosalze“ mit der chemischen Zusammensetzung AgFe2S3 und damit chemisch gesehen ein Silber-Eisen-Sulfid.
Argentopyrit kristallisiert im orthorhombischen Kristallsystem und entwickelt meist dicktafelige Kristalle oder pseudohexagonale Zwillinge, kommt aber auch in Form körniger Mineral-Aggregate vor. Das Mineral ist in jeder Form undurchsichtig (opak) und frische Proben zeigen auf der zunächst grauweißen Kristalloberflächen einen metallischem Glanz. An der Luft läuft Argentopyrit mit der Zeit buntfarbig-irisierend an. Auf der Strichtafel hinterlässt Argentopyrit einen grauen Strich.

## Etymologie und Geschichte

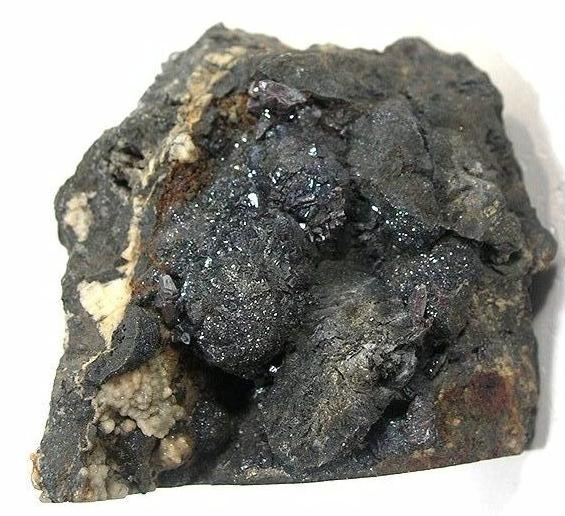
Argentopyrit und Proustit aus der Typlokalität Jáchymov, Tschechien (Größe: 4,5 × 4,1 × 2 cm)

Erstmals gefunden wurde das Mineral in Proben aus Jáchymov (Sankt Joachimsthal) in Tschechien. Die Analyse und Erstbeschreibung erfolgte durch Wolfgang Sartorius von Waltershausen (1809–1876) und wurde am 17. Januar 1866 in den Nachrichten von der Königlichen Gesellschaft der Wissenschaften und der Georg-Augusts-Universität zu Göttingen publiziert. Er bezeichnete das Mineral in seiner ersten Publikation zunächst als Silberkies, in Anlehnung an seinen Silbergehalt und der bergmännischen Bezeichnung Kiese für helle, metallisch glänzende, harte, sulfidische Erze. In einer nachträglichen Bemerkung über den Silberkies, publiziert am 7. Februar des gleichen Jahres, legte von Waltershausen zusätzlich den Namen Argentopyrit bei. Argento bzw. Argentum ist die lateinische Bezeichnung für Silber und der zweite Wortteil weist auf die Ähnlichkeit zum Eisenkies Pyrit hin.
Typmaterial des Minerals befindet sich unter anderem im Royal Ontario Museum in Toronto, Kanada (Register-Nr.: M13001) und in der Sammlung des Geowissenschaftlichen Museums der Universität Göttingen (Register-Nr.: GZG.MIN.2.3.75.4/UG023-025).

## Klassifikation
Bereits in der veralteten 8. Auflage der Mineralsystematik nach Strunz gehörte der Argentopyrit zur Mineralklasse der „Sulfide und Sulfosalze“ und dort zur Abteilung der „Sulfide mit M(etall) : S(chwefel) = 1 : 1“, wo er zusammen mit Cubanit, Sternbergit (auch Frieseit) und dem mittlerweile diskreditierten Argyropyrit die „Cubanit-Sternbergit-Gruppe“ mit der System-Nr. II/B.08 bildet.
Im zuletzt 2018 überarbeiteten und aktualisierten Lapis-Mineralienverzeichnis nach Stefan Weiß, das sich aus Rücksicht auf private Sammler und institutionelle Sammlungen noch nach dieser alten Form der Systematik von Karl Hugo Strunz richtet, erhielt das Mineral die System- und Mineral-Nr. II/C.14-40. In der „Lapis-Systematik“ entspricht dies der Abteilung „Sulfide mit [dem Stoffmengenverhältnis] Metall : S,Se,Te ≈ 1 : 1“, wo Argentopyrit zusammen mit Agmantinit, Cubanit, Enargit, Sternbergit und Stibioenargit eine eigenständige, aber unbenannte Gruppe bildet.
Die seit 2001 gültige und von der International Mineralogical Association (IMA) zuletzt 2009 aktualisierte 9. Auflage der Strunz’schen Mineralsystematik ordnet den Argentopyrit ebenfalls in die Abteilung der „Metallsulfide, M : S = 1 : 1 (und ähnliche)“ ein. Diese ist allerdings weiter unterteilt nach den in der Verbindung vorherrschenden Metalle, so dass das Mineral entsprechend seiner Zusammensetzung in der Unterabteilung „mit Zink (Zn), Eisen (Fe), Kupfer (Cu), Silber (Ag) usw.“ zu finden ist, wo es nur noch zusammen mit Sternbergit die „Sternbergitgruppe“ mit der System-Nr. 02.CB.65 bildet.
Auch die Systematik der Minerale nach Dana ordnet den Argentopyrit in die Klasse der „Sulfide und Sulfosalze“ und dort in die Abteilung der „Sulfidminerale“. Hier ist er zusammen mit Cubanit und Isocubanit in der „Cubanitgruppe“ mit der System-Nr. 02.09.13 innerhalb der Unterabteilung der „Sulfide – einschließlich Selenide und Telluride – mit der allgemeinen Zusammensetzung AmBnXp, mit (m+n) : p = 1 : 1“ zu finden.

## Kristallstruktur
Argentopyrit kristallisiert orthorhombisch in der Raumgruppe Pmmn (Raumgruppen-Nr. 59) mit den Gitterparametern a = 6,64 Å; b = 11,47 Å und c = 6,45 Å sowie 4 Formeleinheiten pro Elementarzelle.

## Modifikationen und Varietäten
Die Verbindung ist dimorph und kommt in der Natur neben dem orthorhombisch kristallisierenden Argentopyrit noch als ebenfalls orthorhombisch, allerdings in anderer Raumgruppe kristallisierender Sternbergit vor.

## Bildung und Fundorte

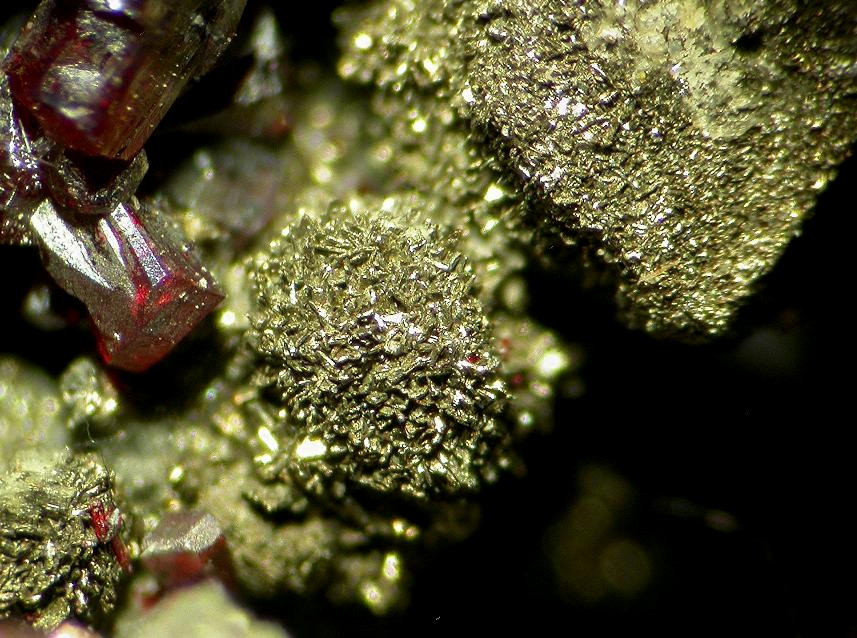
Argentopyrit (grün angelaufen) und Proustit aus der Grube Sauberg im Erzgebirge, Sachsen
(Sichtfeld: 5 mm)

Argentopyrit bildet sich durch hydrothermale Vorgänge in silberhaltigen Erz-Gängen. Dort tritt es in Paragenese vor allem mit gediegen Silber und Sternbergit, aber auch mit Sulfidmineralen wie unter anderem Proustit, Pyrargyrit, Pyrit, Pyrostilpnit, Stephanit, Xanthokon, Nickel-Skutterudit sowie mit Calcit, Dolomit und Quarz auf.
Neben seiner Typlokalität Jáchymov wurde Argentopyrit in Tschechien noch bei Měděnec (Kupferberg) gefunden. Weltweit konnte Argentopyrit bisher (Stand: 2010) an rund 40 Fundorten nachgewiesen werden, so unter anderem bei Broken Hill und in der „George Fisher Mine“ bei Mount Isa in Australien; bei Colquechaca im bolivianischen Departamento Potosí; in mehreren Regionen von Deutschland und Frankreich; Griechenland; Italien; auf Honshū in Japan; in der „Silvana Mine“ bei Sandon in der kanadischen Provinz British Columbia; Kasachstan; Marokko; Norwegen; bei Hüttenberg (Kärnten) in Österreich; Rumänien; der Schweiz; Slowakei; in der „Tynebottom Mine“ im englischen Distrikt Tynedale sowie in der „Black Creek Mine“ (Alaska) und im „Slate Creek District“ (Idaho) in den USA.